# Ladenbergia discolor
Ladenbergia discolor är en måreväxtart som beskrevs av Karl Moritz Schumann. Ladenbergia discolor ingår i släktet Ladenbergia och familjen måreväxter. Inga underarter finns listade i Catalogue of Life.